# Песчанка (Аткарский район)
Песчанка — село в Аткарском районе Саратовской области России. Административный центр Песчанского сельского поселения.

## География
Село находится в северо-западной части района, в пределах Приволжской возвышенности, на левом берегу реки Песчанка (приток реки Малый Колышлей), на расстоянии примерно 28 км (по прямой) к востоку-северо-востоку (ENE) от города Аткарск. Абсолютная высота — 227 метров над уровнем моря.

Часовой пояс
Село Песчанка, как и вся Саратовская область, находится в часовой зоне МСК+1. Смещение применяемого времени относительно UTC составляет +4:00.

## Население
| 2002 | 2010 |
| ---- | ---- |
| 513  | ↗522 |

Гендерный состав
По данным Всероссийской переписи населения 2010 года в гендерной структуре населения мужчины составляли 47,5 %, женщины — соответственно 52,5 %.
Национальный состав
Согласно результатам переписи 2002 года, в национальной структуре населения русские составляли 78 %.

## История
Деревня Песчанка являлась частью владений князей Ухтомских. В «Списке населённых мест Саратовской губернии по данным 1859 года» населённый пункт упомянут как владельческая деревня Песчанка Саратовского уезда (1-го стана) при речке Колышлее, расположенная в 64 верстах от губернского города Саратова. В деревне имелось 128 дворов и проживало 988 жителей (487 мужчин и 501 женщина). Имелись две мельницы и завод.

Согласно «Списку населённых мест Саратовского уезда» издания 1914 года (по сведениям за 1911 год) в деревне Песчанка, относившейся к Озёрской волости, имелось 187 хозяйств и проживало 1268 человек (625 мужчин и 643 женщины). В национальном составе населения преобладали великороссы. Функционировала земская школа.

## Инфраструктура
В селе функционируют основная общеобразовательная школа, фельдшерско-акушерский пункт, дом культуры, библиотека и отделение Почты России.
Улицы
Уличная сеть села состоит из пяти улиц.

## Связь
Сотовая связь и высокоскоростной мобильный интернет стандарта 4G/LTE.